# جبل الشعراء
جبل الشعراء أحد جبال منطقة مكة المكرمة غرب المملكة العربية السعودية.

## الوصف
أحد الجبال الواقعة على حدود عرفة الشمالية الشرقية، يشاهده المتجه إلى مزدلفة من طريق رقم 9 على يساره بعد تجاوزه عرفة بنحو 2 كم، بأسفل هذا الجبل من الناحية الشرقية مما يلي الجنوب صخور بنية داكنة، نفذت فيها رسوم صخرية، ونقوش كتابية إسلامية مبكرة، تحمل أسماء شخصيات من تلك الفترة، من أبرزها مصعب بن شيبة الذي كان حاجب اللكعبة المشرفة في أواخر القرن الأول الهجري وأوائل الثاني، وقد قامت وكالة الآثار والمتاحف بتسوير هذا الموقع.